# فرنک د وال
فرَنک دِ وال (انگلیسی: Frank De Vol؛ ‏ ۲۰ سپتامبر ۱۹۱۱ – ۲۷ اکتبر ۱۹۹۹) آهنگساز، تنظیم‌کننده و بازیگر اهل آمریکا بود. پدر او موسیقی‌دان و رهبر ارکستر بود و خودش آهنگسازی را از سن ۱۲ سالگی آغاز کرد.
از فیلم‌هایی که وی در آن نقش داشته است، می‌توان به دهان‌گشاد، طولانی‌ترین فاصله، هیس… هیس، شارلوت عزیز، دوازده مرد خبیث، حرف‌های خودمانی، حدس بزن چه کسی برای شام می‌آید و مک‌کلاود اشاره کرد.